# Chiapas Fútbol Club
Il Chiapas Fútbol Club, meglio noto come Chiapas, e in precedenza noto come Jaguares de Chiapas, era una società calcistica messicana con sede nella città di Tuxtla Gutiérrez.

## Storia
La squadra è stata fondata il 27 giugno 2002. A livello nazionale, è arrivato due volte al quarto posto nell'InterLiga, nel 2005 e nel 2007. Il club ha partecipato alla Coppa Libertadores nel 2011, dove è stato eliminato ai quarti di finale dal Cerro Porteño del Paraguay, pareggio di 1-1 all'andata e sconfitta di 1-0 al ritorno. L'8 giugno 2017, la squadra ha dichiarato fallimento ed è stata esclusa dalla Primera División.